# Аїра гвоздична
Аїра гвоздична (Aira caryophyllea) — вид однодольних рослин із родини злакових (Poaceae).

## Біоморфологічна характеристика
Однорічна чи дворічна трава. Стебла нещільно пучкові чи поодинокі, прямовисні чи колінчасто висхідні, тонкі, голі, 3–40(55) см заввишки. Листки переважно закручені: листові піхви майже гладкі; листовий язичок ланцетний, 2–5 мм; листові пластини ниткоподібні, згорнуті, 0.5–5 см × до 1 мм. Суцвіття — відкрита, яйцюватої чи довгастої форми волоть 1–12(14) см завдовжки з тонкими майже голими гілками; колосочки скупчені до кінця. Колосочки 2-квіткові, сидять на коротких ніжках, довгасті, 2.4–3.1 мм. Колоскові луски подібні, гострі, зубчасті, яйцеподібні, 1.8–3.5 мм, 1-кілеві, 1–3-жилкові. Леми темно-коричневі, яйцеподібні, 1.2–1.7(2.6) мм, без кіля, 5-жилкові, з колінчастим остюком 2–3 мм. Палея у довжину 0.7 від довжини леми, 2-жилкова, верхівка тупа. Пиляків 3, 0.25–0.6 мм у довжину. Зернівка 1 мм у довжину, гладка. 2n=14.

## Середовище проживання
Вид зростає у Європі крім сходу, фрагментарно в Африці, на Південному Кавказі й у Гімалаях; інтродукований до США, Мексики, Коста-Рики, Австралії, Нової Зеландії, Кореї.
В Україні вид зростає на відкритих сухих піщаних місцях, галечниках, кам'янистих схилах — вказується для Передгірного Криму (ок. Севастополя) та Карпат (гора Балтагур біля витоків р. Чорний Черемош).

## Використання
Використовується як корм для тварин.